# 前赤壁赋

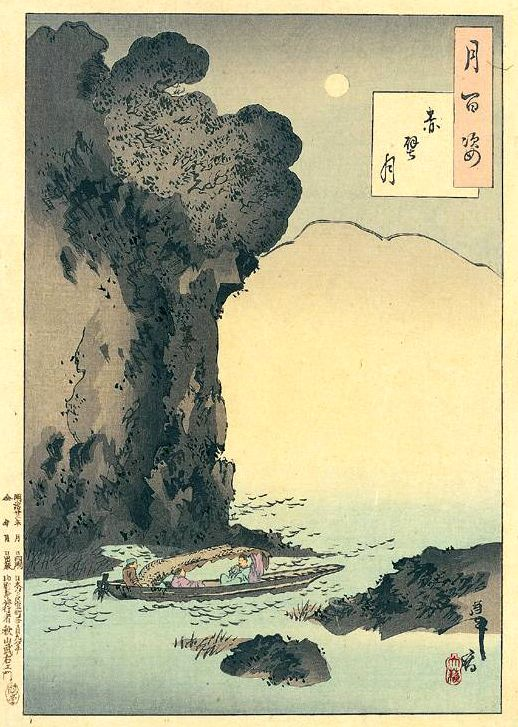
“赤壁月”，选自《月百姿》，月冈芳年绘

《前赤壁賦》，又稱《赤壁賦》，為北宋文学家蘇軾知名的作品之一，為《後赤壁賦》的姊妹篇，并有书法真跡，該文物現於臺北國立故宮博物院典藏，並指定為中華民國國寶。

## 背景
元豐二年（1079年），蘇軾因「烏臺詩案」，被宋神宗貶謫到黄州（今湖北黄冈），於元豐五年（1082年）寫下了這篇作品。作品描寫的是蘇軾與客人泛舟黄州赤壁（又名赤鼻磯，非赤壁之戰發生地赤壁市），談論赤壁之战，進而討論至天地人生的過程。
元豐二年11月29日，上諭貶蘇軾為黄州團練副使。元豐五年（1082年），蘇軾先後兩次遊覽了黄州附近的赤壁，寫下兩篇赤壁赋。《前赤壁赋》寫於作者首次游覽黄州赤壁時。

## 真跡
由蘇軾親筆書寫的《前赤壁賦》於1949年後運往臺灣國立故宮博物院典藏，2006年後，該件因在文建會啟動古物分級審議前展出，並自啟動後不曾展出而延緩指定國寶。2024年1月5日，中華民國文化部因應國寶文物審查及文化資產保存法，以全名「宋蘇軾書前赤壁賦卷」將該件文物指定為中華民國國寶。

## 評論
赤壁賦被後世認為是蘇軾的思想境界逐漸趨於三教合一的徵兆，而其文学成就則繼承和廣大了蘇軾一貫的氣度及風采，逐漸成為中華文化中最著名、評價最高的作品之一，同時也是蘇軾本人的代表作。